# Adam Ondráček
Adam Ondráček (* 30. ledna 1995, Varnsdorf) je český fotbalový záložník hrající za Českou Lípu.

## Klubová kariéra
Je odchovancem týmu FK Varnsdorf.

### FC Slovan Liberec
Nejvíce času zde hrál za kategorii U21 (B-tým). Za A-tým si soutěžní start nepřipsal, v B-týmu byl na hostováních ve Varnsdorfu, Vítkovicích a Frýdku-Místku.

### MFK Vítkovice (hostování)
Sezónu 2016/17 hostoval v ostravských Vítkovicích. Zde odehrál celkem 26 soutěžních zápasů a vstřelil 3 góly.

### FK Frýdek-Místek (hostování)
Podzim 2017 strávil v dresu FK Frýdek-Místek.

### FK Varnsdorf
Ve svém mateřském klubu hostoval již v letech 2015–2016 a ze Slezska sem putoval na půlroční hostování, které vyústilo v jeho návrat. Stal se pravidelným hráčem A-týmu, celkově zde odehrál 177 soutěžních zápasů a připsal si 23 branek.

### SFC Opava
Po pěti letech ve Varnsdorfu se v červenci 2023 vrátil do Slezska, aby hrál za SFC Opava, kde podepsal dvouletý kontrakt. První start zaznamenal 21. července 2023 proti Jihlavě. Po zranění Jiřího Janoščína získal kapitánskou pásku, se kterou nastoupil do 13 zápasů. Smlouva nebyla prodloužena a Ondráček se stal volným hráčem.

### FK Arsenal Česká Lípa
Dne 24. června 2025 přestoupil do českolipského Arsenalu.

## Osobní život
Je odpověný vedoucí půjčovny aut v Liberci.